# Ammothella paradisiaca
Ammothella paradisiaca is een zeespin uit de familie Ammotheidae. De soort behoort tot het geslacht Ammothella. Ammothella paradisiaca werd in 1923 voor het eerst wetenschappelijk beschreven door Loman. 